# Коростківська сільська рада
Коростківська сільська рада (Коростецька сільська рада) — колишня адміністративно-територіальна одиниця та орган місцевого самоврядування у Любарському районі Житомирської і Бердичівської округ, Вінницької й Житомирської областей Української РСР та України з адміністративним центром у с. Коростки.

## Населені пункти
Сільській раді були підпорядковані населені пункти:
- с. Коростки

## Населення
Кількість населення ради, станом на 1923 рік, становила 1 938 осіб, кількість дворів — 269.
Відповідно до перепису населення СРСР, станом на 17 грудня 1926 року, чисельність населення ради становила 1 634 особи, з них, за статтю: чоловіків — 781, жінок — 853; етнічний склад: українців — 1 559, росіян — 11, поляків — 59, чехів — 5. Кількість господарств — 341, з них несільського типу — 2.
Станом на 5 грудня 2001 року, відповідно до перепису населення України, кількість мешканців сільської ради становила 657 осіб.

## Склад ради
Рада складалася з 12 депутатів та голови.

### Керівний склад сільської ради
| ПІБ                       | Основні відомості                                                 | Дата обрання | Дата звільнення |
| ------------------------- | ----------------------------------------------------------------- | ------------ | --------------- |
| Осіпчук Галина Михайлівна | Сільський голова, 1962 року народження, освіта, позапартійна      | 26.03.2006   | 31.10.2010      |
| Осіпчук Галина Михайлівна | Сільський голова, 1962 року народження, освіта вища, позапартійна | 31.10.2010   |                 |

Примітка: таблиця складена за даними джерела

## Історія
Створена 1923 року в складі с. Коростки та хутора Стефанівка Ново-Чорторийської волості Полонського повіту Волинської губернії. 7 березня 1923 року включена до складу новоствореного Любарського району Житомирської округи. Станом на 17 грудня 1926 року на обліку в раді числяться х. Банкова та виселок Хрестики. На 1 жовтня 1941 року хутори Банкова, Стефанівка та Хрестики не перебувають на обліку населених пунктів.
Станом на 1 вересня 1946 року сільська рада входила до складу Любарського району Житомирської області, на обліку в раді перебувало с. Коростки.
11 серпня 1954 року, відповідно до указу Президії Верховної ради Української РСР «Про укрупнення сільських рад по Житомирській області», сільську раду ліквідовано, територію та с. Коростки приєднано до складу Новочорторийської сільської ради Любарського району. Відновлена 21 червня 1991 року, відповідно до рішення Житомирської обласної ради «Про внесення змін в адміністративно-територіальний устрій окремих районів», в складі Любарського району.
Припинила існування 20 листопада 2017 року через об'єднання до складу Любарської селищної територіальної громади Любарського району Житомирської області.